# Sun Green
Sun Green is een lied dat werd geschreven door Neil Young. Samen met Crazy Horse bracht hij het in 2003 uit op hun album Greendale. Daarnaast werd het uitgebracht op twee singles en is het een van de liedjes uit een muziekfilm, ook wel aangeduid als een rockopera. Op de elpeeversie beslaat het nummer de gehele E-kant en heeft het een lengte van 12 minuten.

## Singles
Het nummer verscheen ook op een 7" vinyl- en op een cd-maxisingle. De vinylsingle werd samen met drie elpees meegeleverd in de box van Greendale. De cd-single werd uitgegeven ter promotie van zijn werk op dat moment.
De singles bevatten de volgende versies:
7" single (vinyl)
1. Sun Green, deel 1 met intro (3:34)
2. Sun Green, deel 2 met intro (4:53)

Maxisingle (cd)
1. Sun Green, deel 1 (3:27)
2. Sun Green, deel 1 met intro (3:34)
3. Sun Green, deel 2 (4:46)
4. Sun Green, deel 2 met intro (4:53)

## Tekst en achtergrond
Het nummer maakt deel uit van een project waar het album Greendale uit voortkomt en een muziekfilm ter lengte van het album. De film regisseerde Young zelf onder het pseudoniem Bernard Shakey. Het geheel bestaat uit protestliederen die de fictieve familie Green uit het dorpje Greendale als thema hebben. De familie wordt geconfronteerd met een wereld van opdringerige media, een angstzaaiende overheid en blinde hebzucht van bedrijven.
Dit lied gaat over de kleindochter van de familie, Sun Green. Ze zet de activistische traditie van de familie voort en vertrekt naar Alaska om het broze ecosysteem te redden voor de uitputting van de aarde door het bedrijf Powerco. De rol van Sun wordt in de muziekfilm vertolkt door folkzangeres Sarah White.
Het lied is een lofzang over Sun en begint met de tekst: "Sun Green started making waves on the day her grandpa died." In de strijd tegen Powerco ketent ze zich vast aan een beeld in de hal van het gebouw. Ondertussen roept ze door een megafoon: "There's corruption on the highest floor." In het lied gebruikt Young ook een megafoon wanneer hij haar citeert.